# Parlatoria
Parlatoria é um género botânico pertencente à família Brassicaceae.